# Канонерські човни типу «Ент»
Канонерські човни типу «Ент»;— двадцять чотири канонерських човни Королівського флоту, оснащених однією 10-дюймовою гарматою, побудованих між 1870 і 1880 роками. Вони не мали ні щогл, ні вітрил, будучи одними з перших кораблів Королівського флоту, які повністю покладалися на парову машину. Останні чотири кораблі були замовлені окремо і іноді виділяються як тип тип «Гадфлай», хоча фактично вони суттєво не відрізнялися від попередників.

## Конструкція
«Праскові» канонерські човни були розроблені для берегової оборони та здійснення бомбардувань та були виготовлені із заліза.

### Озброєння
Одна 10-дюймова (18-тонна) дульнозарядна нарізна гармата була встановлена на носі на гідравлічному кріпленні, яке дозволяло опускати її для покращення морехідних якостей судна у поході та піднімати для застосування.

### Рушій
За відсутності вітрил рух цих кораблів забезпечувалася лише парою двоциліндрових горизонтальних парових двигунів з одним розширенням, що приводили в рух сдвоєні гвинти. Разом вони розвивали потужність у 260 індикативних кінських сил, що забезпечувало максимальну швидкість близько 15,7 км/год.

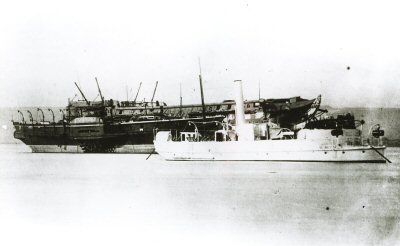
«Мастіф» (на передньому плані, білий)

## Служба
Часто використовувалися як тендери та судна для проведення випробувань гармат.
Представники типу «Ент» паровими баржами, земснарядами, суднами постановки сітей та для обслуговування баз, у деяких випадках служили до 1950-х років.